# Marinestoßtruppkompanie
Die Marinestoßtruppkompanie, kurz MSK, war eine Spezialeinheit der Kriegsmarine des Deutschen Reichs, die von 1938 bis zum Ende des Zweiten Weltkrieges bestand. Sie wurde vom Oberkommando der Kriegsmarine aufgestellt, um die bereits seit dem Ersten Weltkrieg bestehenden Marine-Infanterie-Verbände um eine spezielle Einheit zu erweitern.

## Geschichte
Im Frühjahr 1938 wurde die in Swinemünde stationierte III. Marine-Artillerie-Abteilung angewiesen, handverlesene Marinesoldaten zur Ausbildung auf Spezialschulen der Wehrmacht abzukommandieren, um – nach erfolgter Absolvierung spezieller Lehrgänge – die neue Stammmannschaft einer geplanten Spezialeinheit zu bilden. Vorgesehene Aufträge dieser Einheit sollten gefährliche oder komplizierte Landungsunternehmungen oder Überraschungsangriffe sein. Kompaniechef war bis zu seinem Tod im September 1939 Oberleutnant (MA) Wilhelm Henningsen. Als erste Marinestoßtruppkompanie wurde der 4. Zug der ersten Marine-Infanterie-Kompanie aufgestellt.
Schon im September 1938 wurde ein verstärkter Zug der MSK unter der Führung von Leutnant (MA) Walter Schug auf das Panzerschiff Deutschland zum Spanieneinsatz verladen, um auf Ibiza eine Funkstation zu sprengen.
Im März 1939 folgte der nächste Einsatz im Rahmen der „Rückführung des Memellandes ins Deutsche Reich“. Einige Wochen später fand die Standortverlegung unter dem Kommando von Henningsen von Swinemünde nach Memel statt, um die Infanterie- und Spezialausbildung zu intensivieren. Nach dem Tod des Kompaniechefs Henningsen Ende 1939 wurde eine Küstenbatterie in Swinemünde nach ihm benannt.
Die Situation mit Polen spitzte sich wegen der Danzig-Frage zu. Die MSK wurde 1939 durch das Schulschiff Schleswig-Holstein an die Westerplatte gebracht und war ihr bekanntester Einsatz. Die MSK besetzte während der folgenden Tage noch Gdingen und die Halbinsel Hela. Weitere Einsätze in Nordrussland folgten.
Diese Einheit bestand bis zum Kriegsende am 8. Mai 1945.